# Vereniging van Officieren van Land- en Zeemacht en Civiele Ambtenaren in Nederland en Koloniën, Ridders der Militaire Willems-Orde
Op 19 oktober 1935 werd te 's Gravenhage de Vereeniging van Officieren van Land- en Zeemacht en Civiele Ambtenaren in Nederland en Koloniën, Ridders der Militaire Willems-Orde, in 1936 omgedoopt in  "Vereeniging van Officieren, Ridders der Militaire Willems-Orde", ingesteld. Deze vereniging werd 1n 1937 begiftigd met het predicaat "Koninklijke". De onderofficieren die in de Militaire Willems-Orde waren opgenomen hadden al sinds 1922 hun Koninklijke Bond van ridders in de Militaire Willems-Orde beneden de rang van officier. In een op 19 oktober 1935 gehouden algemene vergadering werd het bestuur gekozen, dat als volgt werd samengesteld:
- Voorzitter: P.D.A. Frankamp, gep. kol. der infanterie KNIL.
- Onder-Voorzitter : H. Behrens, gep. gen. maj. tit. der inf. KNIL
- Secretaris: R. ten Seldam, gep. luit.-generaal tit. der infanterie KNIL
- Penningmeester: H.J. Schmidt, gep. kol. tit., adjudant i. b. d. van H. M. de Koningin
- Commissaris: A. Dudok van Heel, gep. majoor der infanterie Koninklijke Landmacht.

Tot erelid werd benoemd zijne excellentie H.N.A. Swart, gepensioneerd luitenant-generaal, adjudant in buitengewone dienst van H.M. de Koningin, oud-vice-President van de Raad van Nederlands-Indië en Commandeur der Militaire Willems-orde. Het secretariaat van de Vereeniging was aanvankelijk gevestigd aan de Riouwstraat 117 te Den Haag, en het adres van de penningmeester aan de Surinamestraat 38 te Den Haag. Zie voor het verdere bestaan, de Koninklijke Vereniging van Officieren, Ridders der Militaire Willems-Orde.